# Wereldbeker biatlon 2018/2019
De IBU wereldbeker biatlon 2018/2019 (officieel: BMW IBU World Cup Biathlon 2018/2019) ging van start op 2 december 2018 in het Sloveense Pokljuka en eindigde op 24 maart 2019 in het Noorse Oslo. Het hoogtepunt van het seizoen waren de Wereldkampioenschappen biatlon 2019 in Östersund, Zweden. Deze wedstrijden tellen  mee voor het wereldbekerklassement. 
De biatleet die aan het einde van het seizoen de meeste punten had verzameld is de eindwinnaar van de algemene wereldbeker. Ook per onderdeel werd een apart wereldbekerklassement opgemaakt. 

## Wereldbekerkalender
| #      | Datum          | Land             | Plaats               | Locatie                                  | IN | SP | AH | MS | ES | ES | SR |
| ------ | -------------- | ---------------- | -------------------- | ---------------------------------------- | -- | -- | -- | -- | -- | -- | -- |
| 1      | 30/11-09/12/18 | Slovenië         | Pokljuka             | Biathlonstadion Pokljuka                 | ●  | ●  | ●  |    |    | ●  | ●  |
| 2      | 10/12-16/12/18 | Oostenrijk       | Hochfilzen           | Langlauf- und Biathlonzentrum Hochfilzen |    | ●  | ●  |    | ●  |    |    |
| 3      | 17/12-23/12/18 | Tsjechië         | Nové Město na Moravě | Vysočina Arena                           |    | ●  | ●  | ●  |    |    |    |
| 4      | 07/01-13/01/19 | Duitsland        | Oberhof              | DKB-Ski-Arena                            |    | ●  | ●  |    | ●  |    |    |
| 5      | 14/01-20/01/19 | Duitsland        | Ruhpolding           | Chiemgau-Arena                           |    | ●  |    | ●  | ●  |    |    |
| 6      | 21/01-27/01/19 | Italië           | Antholz              | Südtirol Arena                           |    | ●  | ●  | ●  |    |    |    |
| 7      | 04/02-10/02/19 | Canada           | Canmore              | Canmore Nordic Centre                    | ●  |    |    | ●  | ●  |    |    |
| 8      | 11/02-17/02/19 | Verenigde Staten | Midway               | Soldier Hollow                           |    | ●  | ●  |    |    | ●  | ●  |
| WK     | 07/03-17/03/19 | Zweden           | Östersund            | Östersunds skidstadion                   | ●  | ●  | ●  | ●  | ●  | ●  | ●  |
| 10     | 18/03-24/03/19 | Noorwegen        | Oslo                 | Holmenkollen                             |    | ●  | ●  | ●  |    |    |    |
| Aantal | Aantal         | Aantal           | Aantal               | Aantal                                   | 3  | 9  | 8  | 6  | 5  | 3  | 3  |

## Startquota
De beste 25 landen van het wereldbekerseizoen 2017/2018 krijgen vaste startquota toegewezen. Het beste land uit de IBU-cup, dat nog geen startquota heeft voor de wereldbeker, krijgt één startplaats. Bovendien vergeeft de IBU wildcards, waarvan iedere wereldbeker vier landen gebruik kunnen maken.
Startquota mannen:
- 6 startplaatsen:  Noorwegen,  Frankrijk,  Duitsland,  Rusland,  Italië ↑
- 5 startplaatsen:  Oostenrijk ↓,  Zweden ↑,  Slovenië ↑,  Zwitserland ,  Tsjechië
- 4 startplaatsen:  Oekraïne ↓,  Bulgarije,  Verenigde Staten ↓ ,  Canada,  Wit-Rusland,  Slowakije,  Finland ↑
- 3 startplaatsen:  Estland,  Letland,  Kazachstan ↓,  Roemenië,  Litouwen,  Polen
- 2 startplaatsen:  Japan,  Zuid-Korea
- 1 startplaatsen:  Moldavië ↑
- 0 startplaatsen:  Servië ↓

Startquota vrouwen:
- 6 startplaatsen:  Duitsland,  Frankrijk,  Italië,  Rusland ↑,  Noorwegen ↑
- 5 startplaatsen:  Oekraïne ↓,  Zweden,  Wit-Rusland,  Zwitserland ↑,  Tsjechië ↓
- 4 startplaatsen:  Polen,  Finland,  Slowakije,  Kazachstan ↓,  Canada,  Oostenrijk,  Japan ↑
- 3 startplaatsen:  Zuid-Korea,  Verenigde Staten ↓,  Estland,  Bahrein,  Litouwen,  Slovenië
- 2 startplaatsen:  China,  Roemenië
- 1 startplaatsen:  Moldavië

* De pijlen geven aan of er een toename (↑) respectievelijk afname (↓) van startquota heeft plaatsgevonden ten opzichte van voorgaand seizoen.

## Mannen

### Kalender
| Datum                               | Plaats     | Onderdeel             | Eerste                                                                                            | Tweede                                                                                 | Derde                                                                               |
| ----------------------------------- | ---------- | --------------------- | ------------------------------------------------------------------------------------------------- | -------------------------------------------------------------------------------------- | ----------------------------------------------------------------------------------- |
| 06/12/2018                          | Pokljuka   | 20 km individueel     | Martin Fourcade                                                                                   | Johannes Kühn                                                                          | Simon Eder                                                                          |
| 07/12/2018                          | Pokljuka   | 10 km sprint          | Johannes Thingnes Bø                                                                              | Antonin Guigonnat                                                                      | Aleksandr Loginov                                                                   |
| 09/12/2018                          | Pokljuka   | 12,5 km achtervolging | Johannes Thingnes Bø                                                                              | Quentin Fillon Maillet                                                                 | Aleksandr Loginov                                                                   |
| 14/12/2018                          | Hochfilzen | 10 km sprint          | Johannes Thingnes Bø                                                                              | Martin Fourcade                                                                        | Benedikt Doll                                                                       |
| 15/12/2018                          | Hochfilzen | 12,5 km achtervolging | Martin Fourcade                                                                                   | Arnd Peiffer                                                                           | Vetle Sjåstad Christiansen                                                          |
| 16/12/2018                          | Hochfilzen | 4 x 7,5 km estafette  | Zweden Peppe Femling Martin Ponsiluoma Torstein Stenersen Sebastian Samuelsson                    | Noorwegen Lars Helge Birkeland Henrik L'Abée-Lund Tarjei Bø Vetle Sjåstad Christiansen | Duitsland Simon Schempp Johannes Kühn Arnd Peiffer Benedikt Doll                    |
| 20/12/2018                          | Nové Město | 10 km sprint          | Johannes Thingnes Bø                                                                              | Aleksandr Loginov                                                                      | Martin Ponsiluoma                                                                   |
| 22/12/2018                          | Nové Město | 12,5 km achtervolging | Johannes Thingnes Bø                                                                              | Aleksandr Loginov                                                                      | Tarjei Bø                                                                           |
| 23/12/2018                          | Nové Město | 15 km massastart      | Johannes Thingnes Bø                                                                              | Quentin Fillon Maillet                                                                 | Jevgeni Garanitsjev                                                                 |
| 11/01/2019                          | Oberhof    | 10 km sprint          | Aleksandr Loginov                                                                                 | Johannes Thingnes Bø                                                                   | Sebastian Samuelsson                                                                |
| 12/01/2019                          | Oberhof    | 12,5 km achtervolging | Johannes Thingnes Bø                                                                              | Arnd Peiffer                                                                           | Lukas Hofer                                                                         |
| 13/01/2019                          | Oberhof    | 4 x 7,5 km estafette  | Rusland Maksim Tsvetkov Jevgeni Garanitsjev Dmitri Malysjko Aleksandr Loginov                     | Frankrijk Antonin Guigonnat Simon Desthieux Quentin Fillon Maillet Martin Fourcade     | Oostenrijk Tobias Eberhard Simon Eder Dominik Landertinger Julian Eberhard          |
| 16/01/2019                          | Ruhpolding | 10 km sprint          | Johannes Thingnes Bø                                                                              | Tarjei Bø                                                                              | Benedikt Doll                                                                       |
| 18/01/2019                          | Ruhpolding | 4 x 7,5 km estafette  | Noorwegen Lars Helge Birkeland Vetle Sjåstad Christiansen Tarjei Bø Johannes Thingnes Bø          | Duitsland Roman Rees Johannes Kühn Arnd Peiffer Benedikt Doll                          | Frankrijk Emilien Jacquelin Martin Fourcade Quentin Fillon Maillet Simon Desthieux  |
| 20/01/2019                          | Ruhpolding | 15 km massastart      | Johannes Thingnes Bø                                                                              | Julian Eberhard                                                                        | Quentin Fillon Maillet                                                              |
| 25/01/2019                          | Antholz    | 10 km sprint          | Johannes Thingnes Bø                                                                              | Erlend Bjøntegaard                                                                     | Antonin Guigonnat                                                                   |
| 26/01/2019                          | Antholz    | 12,5 km achtervolging | Johannes Thingnes Bø                                                                              | Antonin Guigonnat                                                                      | Quentin Fillon Maillet                                                              |
| 27/01/2019                          | Antholz    | 15 km massastart      | Quentin Fillon Maillet                                                                            | Johannes Thingnes Bø                                                                   | Arnd Peiffer                                                                        |
| 07/02/2019                          | Canmore    | 15 km individueel     | Johannes Thingnes Bø                                                                              | Vetle Sjåstad Christiansen                                                             | Aleksandr Loginov                                                                   |
| 08/02/2019                          | Canmore    | 4 x 7,5 km estafette  | Noorwegen Lars Helge Birkeland Vetle Sjåstad Christiansen Erlend Bjøntegaard Johannes Thingnes Bø | Frankrijk Antonin Guigonnat Emilien Jacquelin Simon Fourcade Quentin Fillon Maillet    | Rusland Jevgeni Garanitsjev Edoeard Latypov Aleksandr Loginov Aleksandr Povarnitsyn |
| 09/02/2019                          | Canmore    | 10 km sprint          | Afgelast                                                                                          | Afgelast                                                                               | Afgelast                                                                            |
| 15/02/2019                          | Midway     | 10 km sprint          | Vetle Sjåstad Christiansen                                                                        | Simon Desthieux                                                                        | Roman Rees                                                                          |
| 16/02/2019                          | Midway     | 12,5 km achtervolging | Quentin Fillon Maillet                                                                            | Vetle Sjåstad Christiansen                                                             | Simon Desthieux                                                                     |
| Wereldkampioenschappen biatlon 2019 |            |                       |                                                                                                   |                                                                                        |                                                                                     |
| 09/03/2019                          | Östersund  | 10 km sprint          | Johannes Thingnes Bø                                                                              | Aleksandr Loginov                                                                      | Quentin Fillon Maillet                                                              |
| 10/03/2019                          | Östersund  | 12,5 km achtervolging | Dmytro Pidruchnyi                                                                                 | Johannes Thingnes Bø                                                                   | Quentin Fillon Maillet                                                              |
| 13/03/2019                          | Östersund  | 20 km individueel     | Arnd Peiffer                                                                                      | Vladimir Iliev                                                                         | Tarjei Bø                                                                           |
| 16/03/2019                          | Östersund  | 4 x 7,5 km estafette  | Noorwegen Lars Helge Birkeland Vetle Sjåstad Christiansen Tarjei Bø Johannes Thingnes Bø          | Duitsland Erik Lesser Roman Rees Arnd Peiffer Benedikt Doll                            | Rusland Matvej Jelisejev Nikita Porsjnev Dmitri Malysjko Aleksandr Loginov          |
| 17/03/2019                          | Östersund  | 15 km massastart      | Dominik Windisch                                                                                  | Antonin Guigonnat                                                                      | Julian Eberhard                                                                     |
| 22/03/2019                          | Oslo       | 10 km sprint          | Johannes Thingnes Bø                                                                              | Lukas Hofer                                                                            | Quentin Fillon Maillet                                                              |
| 23/03/2019                          | Oslo       | 12,5 km achtervolging | Johannes Thingnes Bø                                                                              | Tarjei Bø                                                                              | Arnd Peiffer                                                                        |
| 24/03/2019                          | Oslo       | 15 km massastart      | Johannes Thingnes Bø                                                                              | Arnd Peiffer                                                                           | Benedikt Doll                                                                       |

### Eindstanden
| Algemene wereldbeker |                            |      |        |
| #                    | Naam                       | Land | Punten |
| 1                    | Johannes Thingnes Bø       | NOR  | 1.262  |
| 2                    | Aleksandr Loginov          | RUS  | 854    |
| 3                    | Quentin Fillon Maillet     | FRA  | 843    |
| 4                    | Simon Desthieux            | FRA  | 831    |
| 5                    | Arnd Peiffer               | GER  | 802    |
| 6                    | Tarjei Bø                  | NOR  | 724    |
| 7                    | Benedikt Doll              | GER  | 705    |
| 8                    | Simon Eder                 | AUT  | 701    |
| 9                    | Julian Eberhard            | AUT  | 695    |
| 10                   | Lukas Hofer                | ITA  | 694    |
| 11                   | Antonin Guigonnat          | FRA  | 686    |
| 12                   | Martin Fourcade            | FRA  | 648    |
| 13                   | Vetle Sjåstad Christiansen | NOR  | 646    |
| 14                   | Benjamin Weger             | SUI  | 567    |
| 15                   | Jevgeni Garanitsjev        | RUS  | 510    |
| 16                   | Erlend Bjøntegaard         | NOR  | 499    |
| 17                   | Dominik Windisch           | ITA  | 432    |
| 18                   | Dmytro Pidruchnyi          | UKR  | 425    |
| 19                   | Henrik L'Abée-Lund         | NOR  | 407    |
| 20                   | Andrejs Rastorgujevs       | LAT  | 395    |

| Landenklassement |             |        |
| #                | Land        | Punten |
| 1                | Noorwegen   | 8.147  |
| 2                | Frankrijk   | 7.598  |
| 3                | Duitsland   | 7.447  |
| 4                | Rusland     | 7.110  |
| 5                | Oostenrijk  | 6.779  |
| 6                | Italië      | 6.281  |
| 7                | Zweden      | 6.185  |
| 8                | Tsjechië    | 6.019  |
| 9                | Zwitserland | 5.413  |
| 10               | Oekraïne    | 5.391  |

| Estafettes |             |        |
| #          | Land        | Punten |
| 1          | Noorwegen   | 270    |
| 2          | Rusland     | 236    |
| 3          | Frankrijk   | 233    |
| 4          | Duitsland   | 226    |
| 5          | Oostenrijk  | 208    |
| 6          | Zweden      | 202    |
| 7          | Tsjechië    | 194    |
| 8          | Italië      | 168    |
| 9          | Zwitserland | 151    |
| 10         | Oekraïne    | 145    |

| Wereldbeker 20 km individueel |                            |      |        |
| #                             | Naam                       | Land | Punten |
| 1                             | Johannes Thingnes Bø       | NOR  | 128    |
| 2                             | Vetle Sjåstad Christiansen | NOR  | 118    |
| 3                             | Lars Helge Birkeland       | NOR  | 97     |
| 4                             | Arnd Peiffer               | GER  | 88     |
| 5                             | Aleksandr Loginov          | RUS  | 87     |
| 6                             | Simon Desthieux            | FRA  | 87     |
| 7                             | Simon Eder                 | AUT  | 86     |
| 8                             | Erik Lesser                | GER  | 82     |
| 9                             | Sebastian Samuelsson       | SWE  | 75     |
| 10                            | Lukas Hofer                | ITA  | 74     |

| Wereldbeker 10 km sprint |                        |      |        |
| #                        | Naam                   | Land | Punten |
| 1                        | Johannes Thingnes Bø   | NOR  | 514    |
| 2                        | Aleksandr Loginov      | RUS  | 350    |
| 3                        | Simon Desthieux        | FRA  | 338    |
| 4                        | Benedikt Doll          | GER  | 305    |
| 5                        | Antonin Guigonnat      | FRA  | 271    |
| 6                        | Tarjei Bø              | NOR  | 271    |
| 7                        | Quentin Fillon Maillet | FRA  | 267    |
| 8                        | Julian Eberhard        | AUT  | 259    |
| 9                        | Lukas Hofer            | ITA  | 246    |
| 10                       | Arnd Peiffer           | GER  | 232    |

| Wereldbeker 12,5 km achtervolging |                        |      |        |
| #                                 | Naam                   | Land | Punten |
| 1                                 | Johannes Thingnes Bø   | NOR  | 386    |
| 2                                 | Quentin Fillon Maillet | FRA  | 315    |
| 3                                 | Aleksandr Loginov      | RUS  | 305    |
| 4                                 | Simone Desthieux       | FRA  | 271    |
| 5                                 | Tarjei Bø              | NOR  | 266    |
| 6                                 | Arnd Peiffer           | GER  | 263    |
| 7                                 | Antonin Guigonnat      | FRA  | 253    |
| 8                                 | Lukas Hofer            | ITA  | 245    |
| 9                                 | Simon Eder             | AUT  | 241    |
| 10                                | Martin Fourcade        | FRA  | 223    |

| Wereldbeker 15 km massastart |                            |      |        |
| #                            | Naam                       | Land | Punten |
| 1                            | Johannes Thingnes Bø       | NOR  | 262    |
| 2                            | Arnd Peiffer               | GER  | 219    |
| 3                            | Quentin Fillon Maillet     | FRA  | 218    |
| 4                            | Julian Eberhard            | AUT  | 196    |
| 5                            | Benedikt Doll              | GER  | 167    |
| 6                            | Simon Desthieux            | FRA  | 163    |
| 7                            | Vetle Sjåstad Christiansen | NOR  | 158    |
| 8                            | Simon Eder                 | AUT  | 153    |
| 9                            | Jevgeni Garanitsjev        | RUS  | 144    |
| 10                           | Aleksandr Loginov          | RUS  | 137    |

## Vrouwen

### Kalender
| Datum                               | Plaats     | Onderdeel           | Eerste                                                                                    | Tweede                                                                                     | Derde                                                                        |
| ----------------------------------- | ---------- | ------------------- | ----------------------------------------------------------------------------------------- | ------------------------------------------------------------------------------------------ | ---------------------------------------------------------------------------- |
| 06/12/2018                          | Pokljuka   | 15 km individueel   | Joelia Dzjyma                                                                             | Monika Hojnisz                                                                             | Markéta Davidová                                                             |
| 08/12/2018                          | Pokljuka   | 7,5 km sprint       | Kaisa Mäkäräinen                                                                          | Dorothea Wierer                                                                            | Justine Braisaz                                                              |
| 09/12/2018                          | Pokljuka   | 10 km achtervolging | Kaisa Mäkäräinen                                                                          | Dorothea Wierer                                                                            | Paulina Fialková                                                             |
| 13/12/2018                          | Hochfilzen | 7,5 km sprint       | Dorothea Wierer                                                                           | Kaisa Mäkäräinen                                                                           | Jekaterina Joerlova-Percht                                                   |
| 15/12/2018                          | Hochfilzen | 10 km achtervolging | Kaisa Mäkäräinen                                                                          | Paulina Fialková                                                                           | Dorothea Wierer                                                              |
| 16/12/2018                          | Hochfilzen | 4 x 6 km estafette  | Italië Lisa Vittozzi Alexia Runggaldier Dorothea Wierer Federica Sanfilippo               | Zweden Linn Persson Mona Brorsson Emma Nilsson Hanna Öberg                                 | Frankrijk Anaïs Chevalier Julia Simon Célia Aymonier Anaïs Bescond           |
| 21/12/2018                          | Nové Město | 7,5 km sprint       | Marte Olsbu Røiseland                                                                     | Laura Dahlmeier                                                                            | Paulina Fialková                                                             |
| 22/12/2018                          | Nové Město | 10 km achtervolging | Marte Olsbu Røiseland                                                                     | Dorothea Wierer                                                                            | Hanna Öberg                                                                  |
| 23/12/2018                          | Nové Město | 12,5 km massastart  | Anastasiya Kuzmina                                                                        | Paulina Fialková                                                                           | Anaïs Chevalier                                                              |
| 10/01/2019                          | Oberhof    | 7,5 km sprint       | Lisa Vittozzi                                                                             | Anaïs Chevalier                                                                            | Hanna Öberg                                                                  |
| 12/01/2019                          | Oberhof    | 10 km achtervolging | Lisa Vittozzi                                                                             | Anastasiya Kuzmina                                                                         | Anaïs Chevalier                                                              |
| 13/01/2019                          | Oberhof    | 4 x 6 km estafette  | Rusland Jevgenia Pavlova Margarita Vasiljeva Larissa Koeklina Jekaterina Joerlova-Percht  | Duitsland Karolin Horchler Franziska Hildebrand Franziska Preuẞ Denise Herrmann            | Tsjechië Lucie Charvátová Veronika Vítková Markéta Davidová Eva Puskarčíková |
| 17/01/2019                          | Ruhpolding | 7,5 km sprint       | Anastasiya Kuzmina                                                                        | Lisa Vittozzi                                                                              | Hanna Öberg                                                                  |
| 19/01/2019                          | Ruhpolding | 4 x 6 km estafette  | Frankrijk Julia Simon Anaïs Bescond Justine Braisaz Anaïs Chevalier                       | Noorwegen Synnøve Solemdal Ingrid Landmark Tandrevold Tiril Eckhoff Marte Olsbu Røiseland  | Duitsland Vanessa Hinz Laura Dahlmeier Franziska Preuẞ Denise Herrmann       |
| 20/01/2019                          | Ruhpolding | 12,5 km massastart  | Franziska Preuß                                                                           | Ingrid Landmark Tandrevold                                                                 | Paulina Fialková                                                             |
| 24/01/2019                          | Antholz    | 7,5 km sprint       | Markéta Davidová                                                                          | Kaisa Mäkäräinen                                                                           | Marte Olsbu Røiseland                                                        |
| 26/01/2019                          | Antholz    | 10 km achtervolging | Dorothea Wierer                                                                           | Laura Dahlmeier                                                                            | Lisa Vittozzi                                                                |
| 27/01/2019                          | Antholz    | 12,5 km massastart  | Laura Dahlmeier                                                                           | Markéta Davidová                                                                           | Vanessa Hinz                                                                 |
| 07/02/2019                          | Canmore    | 12,5 km individueel | Tiril Eckhoff                                                                             | Markéta Davidová                                                                           | Lisa Vittozzi                                                                |
| 08/02/2019                          | Canmore    | 4 x 6 km estafette  | Duitsland Vanessa Hinz Franziska Hildebrand Denise Herrmann Laura Dahlmeier               | Noorwegen Emilie Kalkenberg Ingrid Landmark Tandrevold Tiril Eckhoff Marte Olsbu Røiseland | Frankrijk Anaïs Chevalier Justine Braisaz Anaïs Bescond Julia Simon          |
| 10/02/2019                          | Canmore    | 7,5 km sprint       | Afgelast                                                                                  | Afgelast                                                                                   | Afgelast                                                                     |
| 14/02/2019                          | Midway     | 7,5 km sprint       | Marte Olsbu Røiseland                                                                     | Kaisa Mäkäräinen                                                                           | Franziska Hildebrand                                                         |
| 16/02/2019                          | Midway     | 10 km achtervolging | Denise Herrmann                                                                           | Franziska Hildebrand                                                                       | Kaisa Mäkäräinen                                                             |
| Wereldkampioenschappen biatlon 2019 |            |                     |                                                                                           |                                                                                            |                                                                              |
| 08/03/2019                          | Östersund  | 7,5 km sprint       | Anastasiya Kuzmina                                                                        | Ingrid Landmark Tandrevold                                                                 | Laura Dahlmeier                                                              |
| 10/03/2019                          | Östersund  | 10 km achtervolging | Denise Herrmann                                                                           | Tiril Eckhoff                                                                              | Laura Dahlmeier                                                              |
| 12/03/2019                          | Östersund  | 15 km individueel   | Hanna Öberg                                                                               | Lisa Vittozzi                                                                              | Justine Braisaz                                                              |
| 16/03/2019                          | Östersund  | 4 x 6 km estafette  | Noorwegen Synnøve Solemdal Ingrid Landmark Tandrevold Tiril Eckhoff Marte Olsbu Røiseland | Zweden Linn Persson Mona Brorsson Anna Magnusson Hanna Öberg                               | Oekraïne Anastasia Merkoesjyna Vita Semerenko Joelia Dzjyma Valj Semerenko   |
| 17/03/2019                          | Östersund  | 12,5 km massastart  | Dorothea Wierer                                                                           | Jekaterina Joerlova-Percht                                                                 | Denise Herrmann                                                              |
| 21/03/2019                          | Oslo       | 7,5 km sprint       | Anastasiya Kuzmina                                                                        | Franziska Preuẞ                                                                            | Paulina Fialková                                                             |
| 23/03/2019                          | Oslo       | 10 km achtervolging | Anastasiya Kuzmina                                                                        | Denise Herrmann                                                                            | Hanna Öberg                                                                  |
| 24/03/2019                          | Oslo       | 12,5 km massastart  | Hanna Öberg                                                                               | Tiril Eckhoff                                                                              | Clare Egan                                                                   |

### Eindstanden
| Algemene wereldbeker |                            |      |        |
| #                    | Naam                       | Land | Punten |
| 1                    | Dorothea Wierer            | ITA  | 904    |
| 2                    | Lisa Vittozzi              | ITA  | 882    |
| 3                    | Anastasiya Kuzmina         | SVK  | 870    |
| 4                    | Marte Olsbu Røiseland      | NOR  | 855    |
| 5                    | Hanna Öberg                | SWE  | 741    |
| 6                    | Paulina Fialková           | SVK  | 687    |
| 7                    | Kaisa Mäkäräinen           | FIN  | 673    |
| 8                    | Denise Herrmann            | GER  | 611    |
| 9                    | Franziska Preuẞ            | GER  | 570    |
| 10                   | Monika Hojnisz             | POL  | 567    |
| 11                   | Ingrid Landmark Tandrevold | NOR  | 557    |
| 12                   | Laura Dahlmeier            | GER  | 554    |
| 13                   | Tiril Eckhoff              | NOR  | 516    |
| 14                   | Jekaterina Joerlova-Percht | RUS  | 494    |
| 15                   | Iryna Krjoeko              | BLR  | 492    |
| 16                   | Franziska Hildebrand       | GER  | 491    |
| 17                   | Lisa Theresa Hauser        | AUT  | 487    |
| 18                   | Clare Egan                 | USA  | 470    |
| 19                   | Mona Brorsson              | SWE  | 461    |
| 20                   | Anaïs Chevalier            | FRA  | 430    |

| Landenklassement |             |        |
| #                | Land        | Punten |
| 1                | Noorwegen   | 7.430  |
| 2                | Duitsland   | 7.371  |
| 3                | Frankrijk   | 7.219  |
| 4                | Rusland     | 6.831  |
| 5                | Italië      | 6.800  |
| 6                | Zweden      | 6.627  |
| 7                | Oekraïne    | 5.980  |
| 8                | Tsjechië    | 5.864  |
| 9                | Zwitserland | 5.453  |
| 10               | Oostenrijk  | 5.405  |

| Estafettes |             |        |
| #          | Land        | Punten |
| 1          | Noorwegen   | 249    |
| 2          | Duitsland   | 241    |
| 3          | Frankrijk   | 230    |
| 4          | Zweden      | 215    |
| 5          | Rusland     | 214    |
| 6          | Italië      | 190    |
| 7          | Tsjechië    | 174    |
| 8          | Oekraïne    | 169    |
| 9          | Wit-Rusland | 161    |
| 10         | Zwitserland | 159    |

| Wereldbeker 15 km individueel |                            |      |        |
| #                             | Naam                       | Land | Punten |
| 1                             | Lisa Vittozzi              | ITA  | 140    |
| 2                             | Paulina Fialková           | SVK  | 111    |
| 3                             | Markéta Davidová           | CZE  | 102    |
| 4                             | Hanna Öberg                | SWE  | 94     |
| 5                             | Lisa Theresa Hauser        | AUT  | 94     |
| 6                             | Joelia Dzjyma              | UKR  | 89     |
| 7                             | Dorothea Wierer            | ITA  | 89     |
| 8                             | Ingrid Landmark Tandrevold | NOR  | 76     |
| 9                             | Laura Dahlmeier            | GER  | 75     |
| 10                            | Franziska Hildebrand       | GER  | 72     |

| Wereldbeker 7,5 km sprint |                       |      |        |
| #                         | Naam                  | Land | Punten |
| 1                         | Anastasiya Kuzmina    | SVK  | 371    |
| 2                         | Dorothea Wierer       | ITA  | 330    |
| 3                         | Marte Olsbu Røiseland | NOR  | 326    |
| 4                         | Lisa Vittozzi         | ITA  | 309    |
| 5                         | Kaisa Mäkäräinen      | FIN  | 280    |
| 6                         | Monika Hojnisz        | POL  | 238    |
| 7                         | Paulina Fialková      | SVK  | 228    |
| 8                         | Hanna Öberg           | SWE  | 214    |
| 9                         | Anaïs Chevalier       | FRA  | 206    |
| 10                        | Laura Dahlmeier       | GER  | 191    |

| Wereldbeker 10 km achtervolging |                       |      |        |
| #                               | Naam                  | Land | Punten |
| 1                               | Dorothea Wierer       | ITA  | 327    |
| 2                               | Marte Olsbu Røiseland | NOR  | 312    |
| 3                               | Anastasiya Kuzmina    | SVK  | 309    |
| 4                               | Lisa Vittozzi         | ITA  | 301    |
| 5                               | Kaisa Mäkäräinen      | FIN  | 286    |
| 6                               | Denise Herrmann       | GER  | 254    |
| 7                               | Hanna Öberg           | SWE  | 213    |
| 8                               | Franziska Hildebrand  | GER  | 185    |
| 9                               | Franziska Preuẞ       | GER  | 181    |
| 10                              | Tiril Eckhoff         | NOR  | 176    |

| Wereldbeker 12,5 km massastart |                            |      |        |
| #                              | Naam                       | Land | Punten |
| 1                              | Hanna Öberg                | SWE  | 220    |
| 2                              | Dorothea Wierer            | ITA  | 194    |
| 3                              | Paulina Fialková           | SVK  | 194    |
| 4                              | Marte Olsbu Røiseland      | NOR  | 161    |
| 5                              | Jekaterina Joerlova-Percht | RUS  | 155    |
| 6                              | Ingrid Landmark Tandrevold | NOR  | 154    |
| 7                              | Franziska Preuẞ            | GER  | 152    |
| 8                              | Mona Brorsson              | SWE  | 150    |
| 9                              | Denise Herrmann            | GER  | 148    |
| 10                             | Anastasiya Kuzmina         | SVK  | 145    |

## Gemengd

### Kalender
| Datum                               | Plaats    | Onderdeel                                | Eerste                                                                                        | Tweede                                                                | Derde                                                                                         |
| ----------------------------------- | --------- | ---------------------------------------- | --------------------------------------------------------------------------------------------- | --------------------------------------------------------------------- | --------------------------------------------------------------------------------------------- |
| 02/12/2018                          | Pokljuka  | Single-Mixed-Relay                       | Noorwegen Thekla Brun-Lie Lars Helge Birkenland                                               | Oostenrijk Lisa Theresa Hauser Simon Eder                             | Oekraïne Anastasia Merkoesjyna Artem Tyshchenko                                               |
| 02/12/2018                          | Pokljuka  | 2 x 6 km + 2 x 7,5 km gemengde estafette | Frankrijk Anaïs Bescond Justine Braisaz Martin Fourcade Simon Desthieux                       | Zwitserland Elisa Gasparin Lena Haecki Benjamin Weger Jeremy Finello  | Italië Lisa Vittozzi Dorothea Wierer Dominik Windisch Lukas Hofer                             |
| 17/02/2019                          | Midway    | Single-Mixed-Relay                       | Italië Lukas Hofer Dorothea Wierer                                                            | Oostenrijk Simon Eder Lisa Theresa Hauser                             | Frankrijk Antonin Guigonnat Julia Simon                                                       |
| 17/02/2019                          | Midway    | 2 x 7,5 km + 2 x 6 km gemengde estafette | Frankrijk Quentin Fillon Maillet Simon Desthieux Célia Aymonier Anaïs Chevalier               | Duitsland Erik Lesser Benedikt Doll Franziska Hildebrand Vanessa Hinz | Noorwegen Vetle Sjåstad Christiansen Johannes Thingnes Bø Tiril Eckhoff Marte Olsbu Røiseland |
| Wereldkampioenschappen biatlon 2019 |           |                                          |                                                                                               |                                                                       |                                                                                               |
| 07/03/2019                          | Östersund | 2 x 6 km + 2 x 7,5 km gemengde estafette | Noorwegen Marte Olsbu Røiseland Tiril Eckhoff Johannes Thingnes Bø Vetle Sjåstad Christiansen | Duitsland Vanessa Hinz Denise Herrmann Arnd Peiffer Benedikt Doll     | Italië Lisa Vittozzi Dorothea Wierer Lukas Hofer Dominik Windisch                             |
| 14/03/2019                          | Östersund | Single-Mixed-Relay                       | Noorwegen Marte Olsbu Røiseland Johannes Thingnes Bø                                          | Italië Dorothea Wierer Lukas Hofer                                    | Zweden Hanna Öberg Sebastian Samuelsson                                                       |

### Eindstanden
| Gemengde estafette¹ |             |        |
| #                   | Land        | Punten |
| 1                   | Noorwegen   | 306    |
| 2                   | Frankrijk   | 281    |
| 3                   | Italië      | 266    |
| 4                   | Duitsland   | 264    |
| 5                   | Zweden      | 238    |
| 6                   | Rusland     | 226    |
| 7                   | Oostenrijk  | 225    |
| 8                   | Oekraïne    | 221    |
| 9                   | Zwitserland | 202    |
| 10                  | Tsjechië    | 190    |

1 In het klassement voor wereldbeker gemengde estafette tellen zowel de gemengde estafette als de single gemengde estafette mee.

## Prijzengeld
In onderstaande tabel vindt u de verdeling van het prijzengeld (exclusief de wereldkampioenschappen):
| Positie              | Per wereldbekerwedstrijd | Per wereldbekerwedstrijd | Per wereldbekerwedstrijd   | Klassement    | Klassement    |
| Positie              | Individueel              | Estafettes               | Single gemengde estafettes | Algemeen      | Landen        |
| -------------------- | ------------------------ | ------------------------ | -------------------------- | ------------- | ------------- |
| 1.                   | € 15.000                 | (4 x € 6.000) € 24.000   | (2 x € 6.000) € 12.000     | € 28.000      | € 50.000      |
| 2.                   | € 12.000                 | (4 x € 4.500) € 18.000   | (2 x € 4.500) € 9.000      | € 23.000      | € 45.000      |
| 3.                   | € 9.000                  | (4 x € 3.500) € 14.000   | (2 x € 3.500) € 7.000      | € 18.000      | € 39.000      |
| 4.                   | € 7.000                  | (4 x € 2.500) € 10.000   | (2 x € 2.500) € 5.000      | € 15.000      | € 34.000      |
| 5.                   | € 6.000                  | (4 x € 2.000) € 8.000    | (2 x € 2.000) € 4.000      | € 13.000      | € 29.000      |
| 6.                   | € 5.000                  | (4 x € 1.500) € 6.000    | (2 x € 1.500) € 3.000      | € 10.000      | € 24.000      |
| 7.                   | € 4.000                  | –                        | –                          | € 9.000       | € 19.000      |
| 8.                   | € 3.000                  | –                        | –                          | € 8.000       | € 17.000      |
| 9.                   | € 2.500                  | –                        | –                          | € 7.000       | € 14.000      |
| 10.                  | € 2.000                  | –                        | –                          | € 6.000       | € 11.000      |
| 11.                  | € 1.500                  | –                        | –                          | –             | –             |
| 12.                  | € 1.250                  | –                        | –                          | –             | –             |
| 13.                  | € 1.000                  | –                        | –                          | –             | –             |
| 14.                  | € 750                    | –                        | –                          | –             | –             |
| 15.                  | € 500                    | –                        | –                          | –             | –             |
| Totaal per wedstrijd | € 70.500                 | € 80.000                 | € 40.000                   |               |               |
| Totaal per seizoen   | € 3.102.000              | € 800.000                | € 80.000                   | 2 x € 137.000 | 2 x € 282.000 |

| Wereldbeker leiderstruien | Wereldbeker leiderstruien | Wereldbeker leiderstruien | Wereldbeker leiderstruien |
| Trui                      | Aantal                    | Per wedstrijd             | Totaal                    |
| ------------------------- | ------------------------- | ------------------------- | ------------------------- |
| Wereldbekerleider         | 52                        | € 1.000                   | € 52.000                  |
| Disciplineleider          | 52                        | € 850                     | € 44.200                  |
| Totaal per seizoen        |                           |                           | € 96.200                  |

| Klassementen disciplines | Klassementen disciplines |
| Discipline               | Winnaar                  |
| ------------------------ | ------------------------ |
| Individueel              | € 10.000                 |
| Sprint                   | € 10.000                 |
| Achtervolging            | € 10.000                 |
| Massastart               | € 10.000                 |
| Estafette                | € 20.000                 |
| Gemengde estafette       | € 20.000                 |
| Totaal per seizoen       | 2 x € 80.000             |

## Sponsoren en partners
|                          | Sponsor/partner           |
| ------------------------ | ------------------------- |
| Titelsponsor             | BMW                       |
| Premium sponsoren        | Viessmann                 |
| Premium sponsoren        | Deutsche Kreditbank (DKB) |
| Premium sponsoren        | Hörmann                   |
| Datapartner              | IFS                       |
| Tijdpartner              | Polar Electro             |
| Media & marketingpartner | Infront Sports & Media    |
| Mediapartner             | Eurovision                |